# Remomeix
Remomeix je francouzská obec v departementu Vosges, v regionu Grand Est.

## Geografie
Obcí protéká řeka Fave.

## Památky
- kostel sv. Vavřince

## Vývoj počtu obyvatel
Počet obyvatel

## Ekonomika
V obci převládá dřevozpracující průmysl. Na jejím území funguje od roku 1960 letiště René-Fonck.